# Live at Kongresowa
Live at Kongresowa – drugi album zespołu Ogród Wyobraźni, wydany w 2008 roku nakładem Metal Mind Productions.

## Lista utworów
1. „Krzyk” – 7:09
2. „Lepszy spokojny dzień” – 7:31
3. „Taniec wolnych ludzi” – 6:08
4. „Świat strzykawek” – 8:08
5. „Opowieść o małym Johnnie I - jak mały Johnny wybrał się na inną planetę” – 7:46
6. „Opowieść o małym Johnnie II - Wyznanie małego Johnny`ego” – 6:45
7. „Czas” – 6:10
8. „Głos” – 7:13
9. „Wewnątrz opowiadania” – 7:31
10. „Noc” – 6:52
11. „W blasku słońca” – 3:14

Utwory:
- (1–6) – 28.10.1981 Sala Kongresowa PKiN, Warszawa
- (7–9) – 13.06.1981 Amfiteatr, Jarocin, II Ogólnopolski Przegląd Muzyki Młodej Generacji
- (10–11) – 13.07.1980 Teatr Letni, Sopot, Pop Session ’80

## Muzycy
- Sławomir Chabski – perkusja
- Janusz Downar-Zapolski – śpiew
- Władysław Jankowski – gitara basowa
- Bogdan Łoś – gitara
- Jacek Olejnik – instrumenty klawiszowe